# Nationaal park Preah Monivong
Het Nationaal park Preah Monivong Bokor (Khmer: ឧទ្យានជាតិព្រះមុនីវង្ស បូកគោ - Outtyeancheat Preah Monivong Bokor) is een nationaal park in Kampot, een provincie in het zuiden van Cambodja. Het park staat ook bekend als Nationaal park Phnom Bokor (ឧទ្យានជាតិភ្នំបូកគោ - Outtyeancheat Phnom Bokor) en Nationaal park Bokor (ឧទ្យានជាតិបូកគោ - Outtyeancheat Bokor). Preah Monivong is een van de twee nationale parken in het land die zijn aangesloten bij de Association for Southeast Asian Nations (ASEAN).

## Ligging
Het nationaal park bevindt zich op een rotsachtige hoogvlakte in het Damreigebergte, de zuidoostelijke uitlopers van de Kardamomheuvels. De zuidelijke grens van het park ligt minder dan een kilometer van de Golf van Thailand vandaan. Het grootste deel van de vlakte ligt rond de 1000 meter boven zeeniveau. Het hoogste punt is de 1081 meter hoge Phnom Bokor. Het nationaal park bevindt zich in het stroomgebied van de Teuk Chhou.

## Geschiedenis en bezienswaardigheden

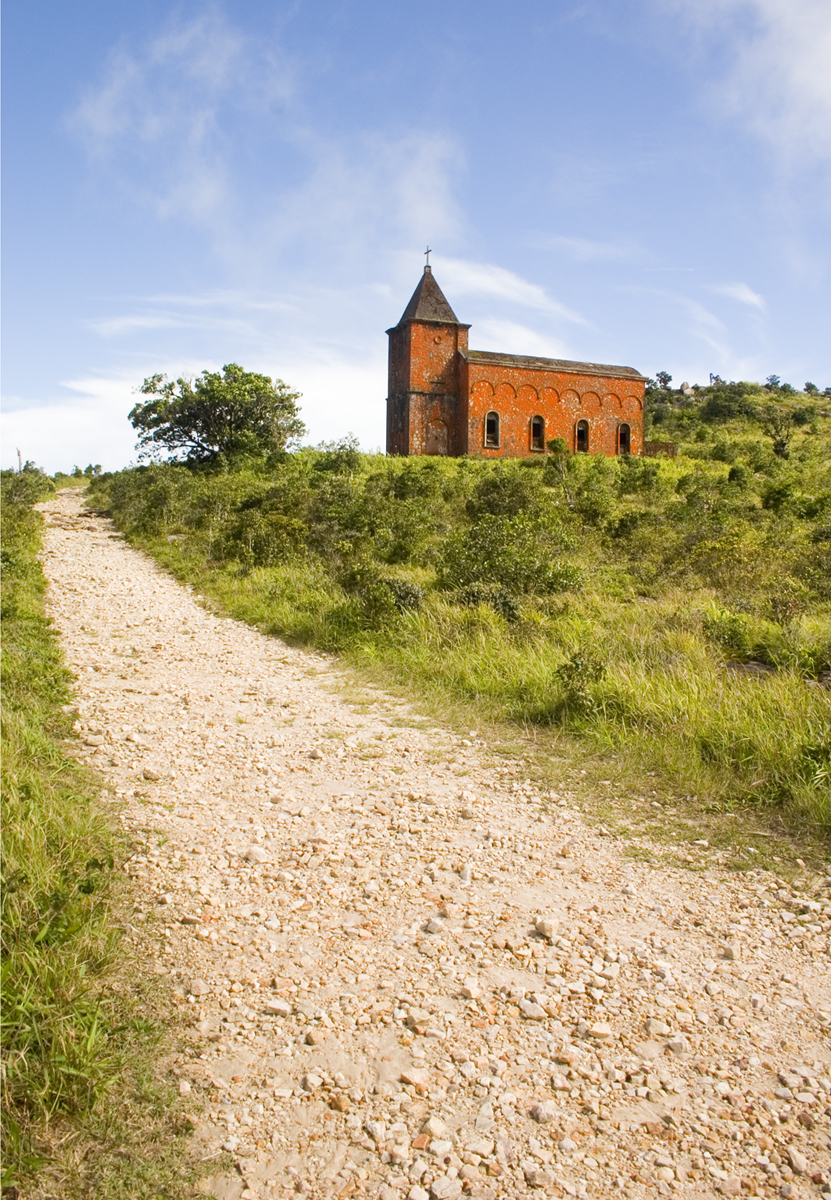
De door de kolonisten gebouwde katholieke kerk

Het nationaal park staat met name bekend om het Bergstation Bokor, een spookstad die in 1921 door Franse kolonisten op de vlakte werd gebouwd, 37 kilometer ten westen van de provinciehoofdstad Kampot. De katholieke kerk die zij er in 1928 bouwden is een van de weinigen in Cambodja.
Koning Sisowath Monivong bezocht het gebied regelmatig en liet er in 1924 de  boeddhistische tempel Wat Sampov Pram bouwen. Hij stierf in 1941 op de berg Phnom Bokor. De hoogvlakte werd later naar hem vernoemd.
Het Damreigebergte ligt in een gebied dat lange tijd door de Rode Khmer werd bezet. In 1993 kwam de hoogvlakte onder het bestuur van Cambodja en kreeg het de status van nationaal park. Sinds het begin van de 21e eeuw is het een populaire toeristische trekpleister. In 2010 werd er een standbeeld van Lok Yeay Mao gebouwd. In het Cambodjaans boeddhisme is zij de beschermvrouwe van reizigers, jagers en vissers. Met 29 meter hoogte is het het hoogste aan haar gewijde standbeeld van Cambodja.

## Afbeeldingen

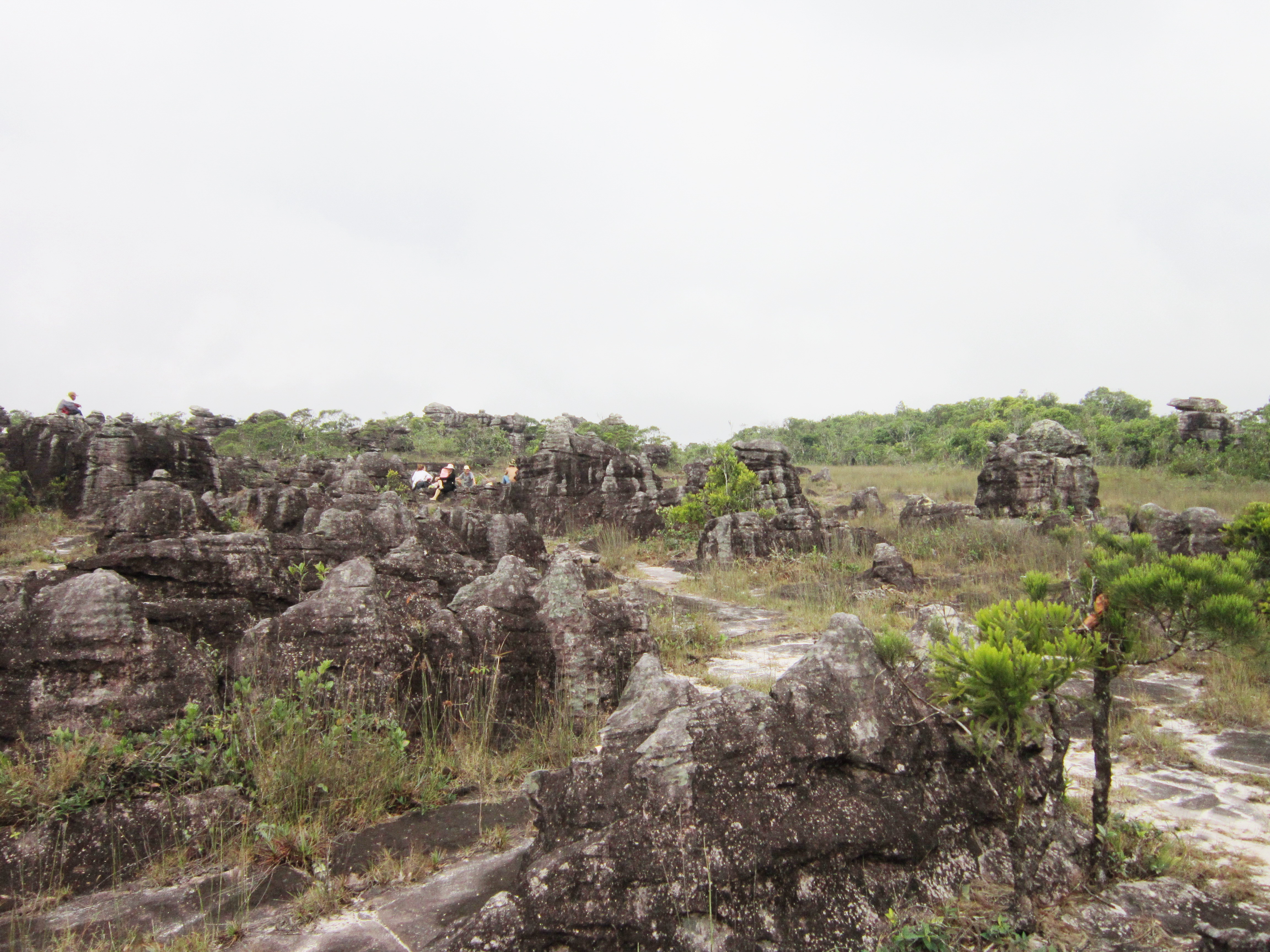
Kreupelhoutvegetatie van de hoogvlakte
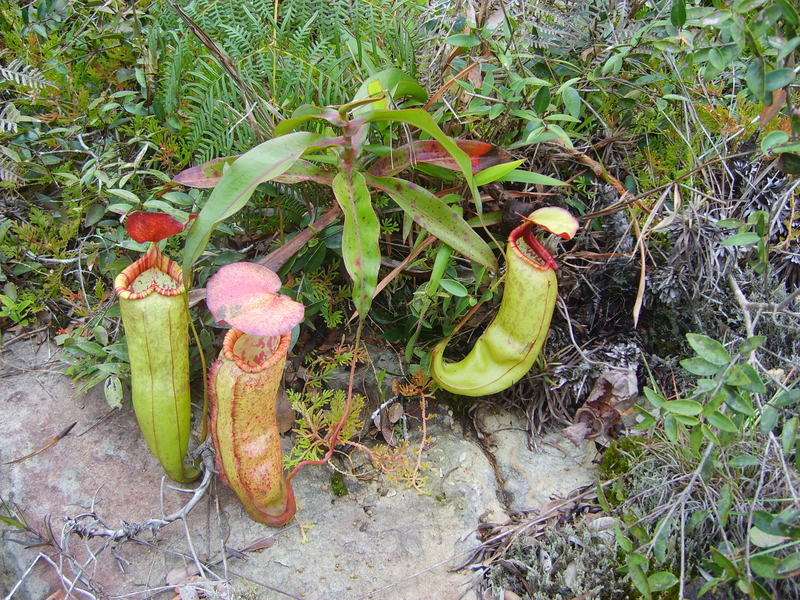
Nepenthes bokorensis op Phnom Bokor. Deze bekerplant is naar de berg vernoemd.
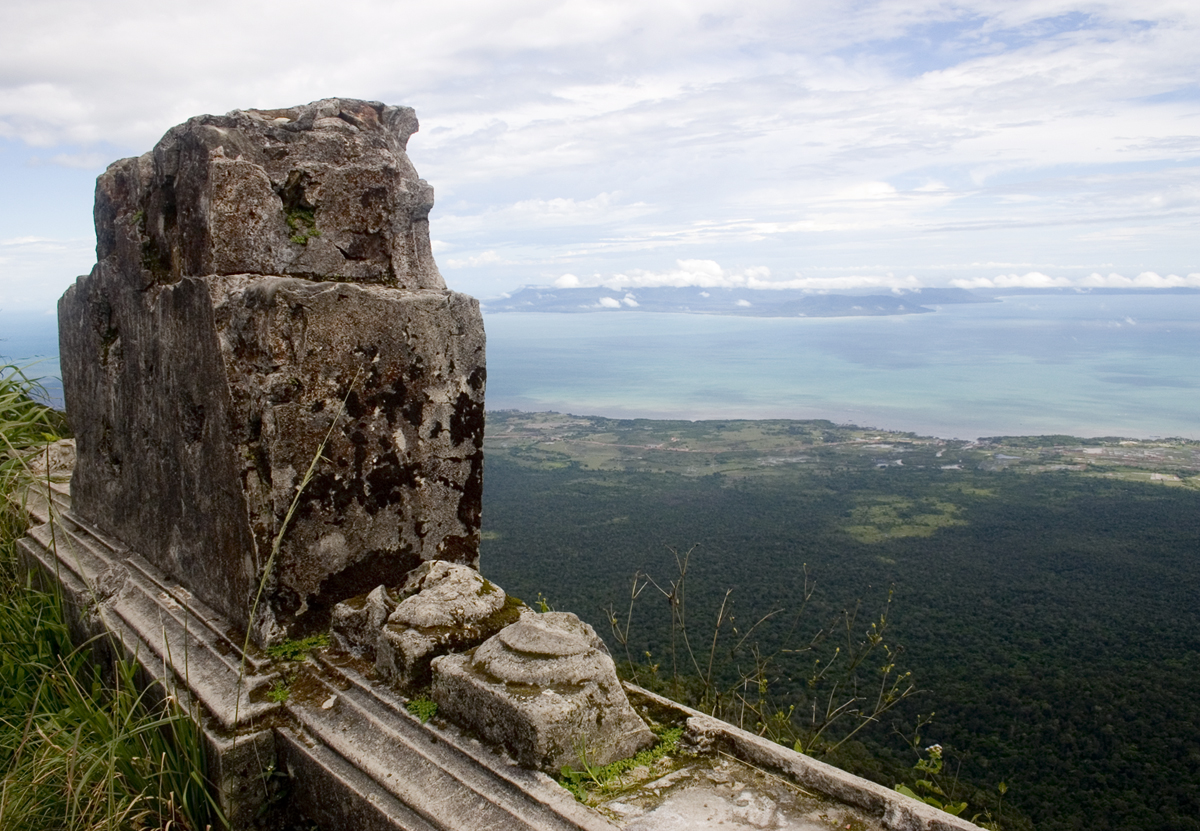
Kampot en de Golf van Thailand gezien vanuit Phnom Bokor
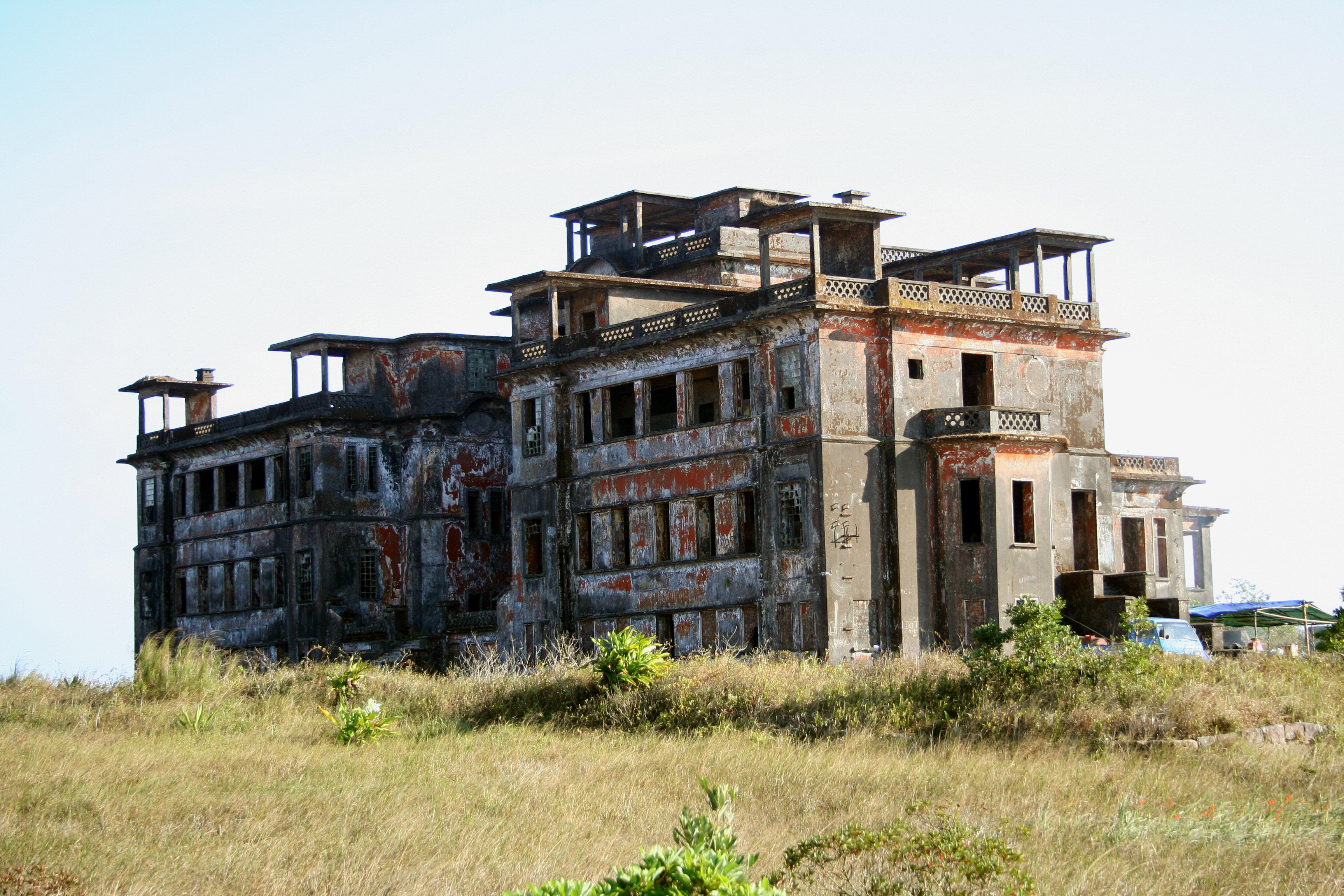
Een leegstaand hotel in het Bergstation Bokor
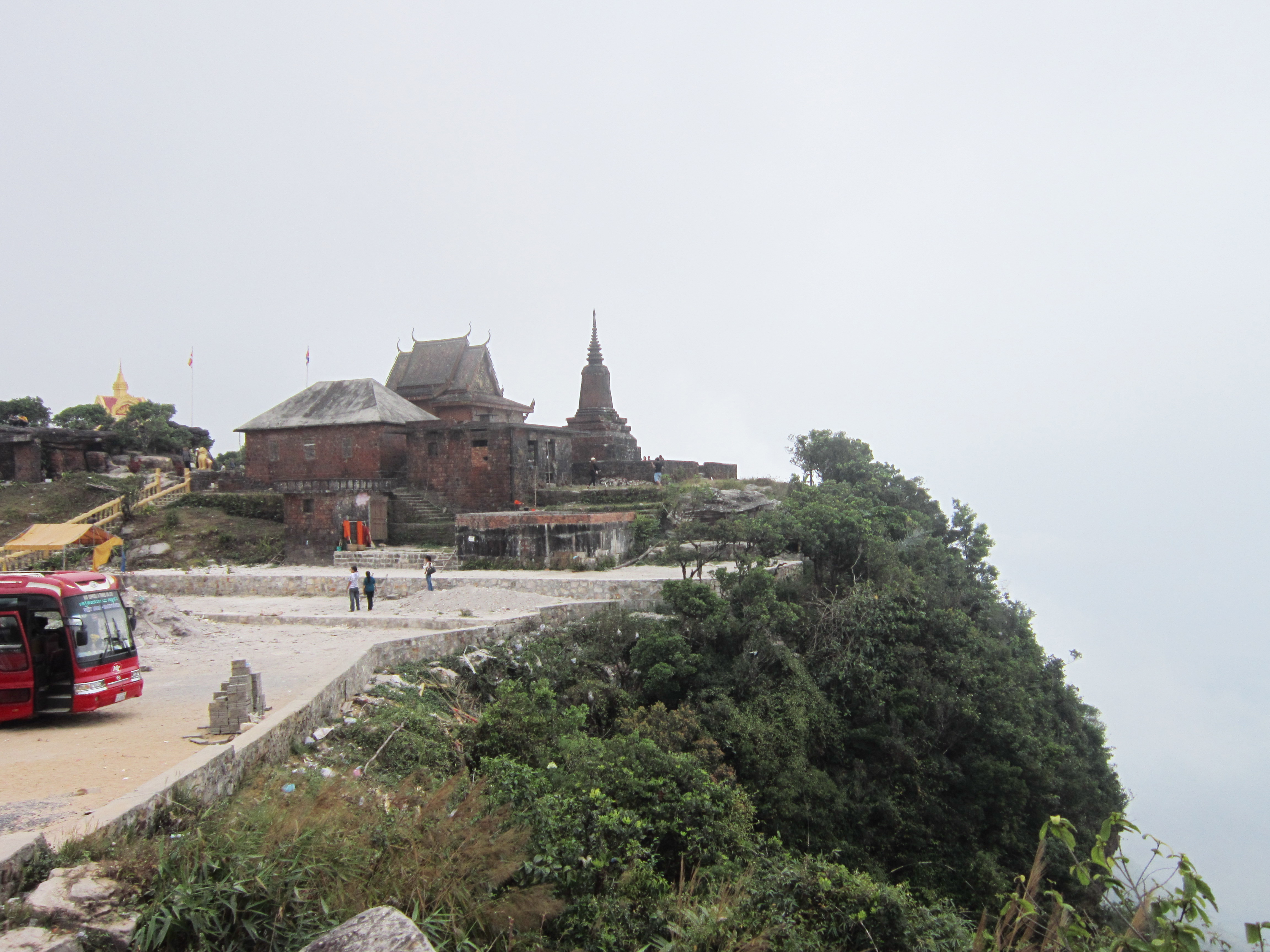
Wat Sampov Pram
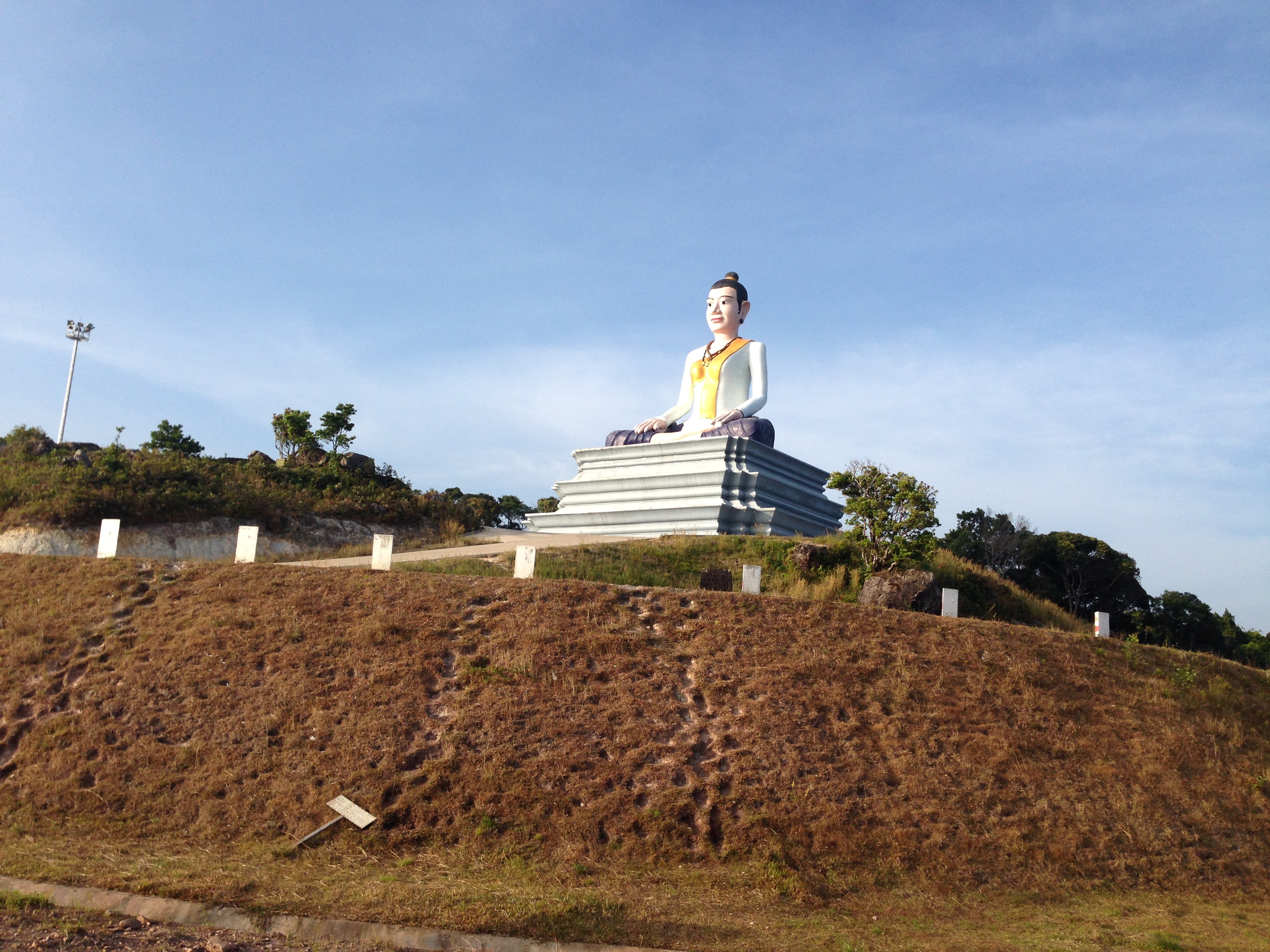
Het standbeeld van Lok Yeay Mao